# Liste der Kulturdenkmale in Brabschütz
Die Liste der Kulturdenkmale in Brabschütz umfasst sämtliche Kulturdenkmale der Dresdner Gemarkung Brabschütz. Grundlage bildet das Denkmalverzeichnis des Themenstadtplans Dresden, das sämtliche bis Januar 2006 vom Landesamt für Denkmalpflege Sachsen erfassten Kulturdenkmale beinhaltet. Straßen und Plätze in der Gemarkung Brabschütz sind in der Liste der Straßen und Plätze in Brabschütz aufgeführt. Die Anmerkungen sind zu beachten.
Diese Liste ist eine Teilliste der Liste der Kulturdenkmale in Dresden. 

## Legende
- Bild: Bild des Kulturdenkmals, ggf. zusätzlich mit einem Link zu weiteren Fotos des Kulturdenkmals im Medienarchiv Wikimedia Commons. Wenn man auf das Kamerasymbol klickt, können Fotos zu Kulturdenkmalen aus dieser Liste hochgeladen werden:
- Bezeichnung: Denkmalgeschützte Objekte und ggf. Bauwerksname des Kulturdenkmals
- Lage: Straßenname und Hausnummer oder Flurstücknummer des Kulturdenkmals. Die Grundsortierung der Liste erfolgt nach dieser Adresse. Der Link (Karte) führt zu verschiedenen Kartendiensten mit der Position des Kulturdenkmals. Fehlt dieser Link, wurden die Koordinaten noch nicht eingetragen. Sind diese bekannt, können sie über ein Tool mit einer Kartenansicht einfach nachgetragen werden. In dieser Kartenansicht sind Kulturdenkmale ohne Koordinaten mit einem roten bzw. orangen Marker dargestellt und können durch Verschieben auf die richtige Position in der Karte mit Koordinaten versehen werden. Kulturdenkmale ohne Bild sind an einem blauen bzw. roten Marker erkennbar.
- Datierung: Baubeginn, Fertigstellung, Datum der Erstnennung oder grobe zeitliche Einordnung entsprechend des Eintrags in der sächsischen Denkmaldatenbank
- Beschreibung: Kurzcharakteristik des Kulturdenkmals entsprechend des Eintrags in der sächsischen Denkmaldatenbank, ggf. ergänzt durch die dort nur selten veröffentlichten Erfassungstexte oder zusätzliche Informationen
- ID: Vom Landesamt für Denkmalpflege Sachsen vergebene, das Kulturdenkmal eindeutig identifizierende Objekt-Nummer. Der Link führt zum PDF-Denkmaldokument des Landesamtes für Denkmalpflege Sachsen. Bei ehemaligen Kulturdenkmalen können die Objektnummern unbekannt sein und deshalb fehlen bzw. die Links von aus der Datenbank entfernten Objektnummern ins Leere führen. Ein ggf. vorhandenes Icon  führt zu den Angaben des Kulturdenkmals bei Wikidata.

## Liste der Kulturdenkmale in Brabschütz
| Bild                                    | Bezeichnung                                                                                   | Lage                            | Datierung                                                        | Beschreibung | ID       |
| --------------------------------------- | --------------------------------------------------------------------------------------------- | ------------------------------- | ---------------------------------------------------------------- | --- | -------- |
| Direkt Bild zu diesem Denkmal hochladen | Torbogen eines Dreiseithofes                                                                  | Dorfplatz-Brabschütz 3 (Karte)  | bezeichnet 1803 (Toreinfahrt)                                    | als weitgehend bauzeitlich überliefertes Zeugnis eines veränderten Dreiseithofes ortsgeschichtlich und baugeschichtlich bedeutend | 09283215 |
|                                         | Dreiseithof mit Wohnstallhaus, Scheune und Schuppen                                           | Dorfplatz-Brabschütz 4 (Karte)  | bezeichnet 1801 (Wohnstallhaus), bezeichnet 1921 (Scheune)       | Wohnstallhaus mit verputztem Fachwerk im Obergeschoss und massivem zugewandtem Giebel und Erdgeschoss, als Zeugnis ländlicher Architektur und Volksbauweise seiner Zeit baugeschichtlich bedeutend | 09283217 |
|                                         | Wohnstallhaus und Scheune eines Bauernhofes                                                   | Dorfplatz-Brabschütz 6 (Karte)  | 1. Hälfte 19. Jh. (Wohnstallhaus)                                | Wohnstallhaus mit verputztem Fachwerk im Obergeschoss, als Zeugnis ländlicher Architektur und Volksbauweise seiner Zeit baugeschichtlich bedeutend | 09283214 |
|                                         | Wohnstallhaus und Scheune eines Dreiseithofes                                                 | Dorfplatz-Brabschütz 7 (Karte)  | 1. Hälfte 19. Jh. (Wohnstallhaus), bezeichnet 1900 (Scheune)     | Wohnstallhaus mit Krüppelwalmdach und verputztem Fachwerk im Obergeschoss, als Zeugnis ländlicher Architektur und Volksbauweise seiner Zeit baugeschichtlich bedeutend | 09283218 |
|                                         | Dreiseithof mit Wohnstallhaus, Seitengebäude und Scheune                                      | Dorfplatz-Brabschütz 9 (Karte)  | bezeichnet 1872 (Wohnstallhaus), bezeichnet 1838 (Seitengebäude) | massives Wohnstallhaus, hofseitig, repräsentativer Haupteingang mit Treppe und Inschrifttafeln, als Zeugnis ländlicher Architektur und Volksbauweise seiner Zeit baugeschichtlich bedeutend | 09283216 |
| Weitere Bilder                          | Dreiseithof mit Wohnstallhaus, Seitengebäude, Scheune und Torbogen                            | Dorfplatz-Brabschütz 10 (Karte) | 1695/1696 Dendro (Wohnstallhaus), bezeichnet 1790 (Torbogen)     | Torbogen und Pforte mit verschiedenen Kartuschen mit Inschriften, als Zeugnis ländlicher Architektur und Volksbauweise seiner Zeit baugeschichtlich bedeutend | 09283213 |
| Weitere Bilder                          | Wohnhaus, Scheune, Toreinfahrt, Pforte, Einfriedungsmauer und Hofpflaster eines Zweiseithofes | Dorfplatz-Brabschütz 11 (Karte) | um 1800 (Bauernhaus)                                             | Wohnhaus mit Fachwerk im Obergeschoss und zugewandtem Giebel, Krüppelwalmdach, als Zeugnis ländlicher Architektur und Volksbauweise seiner Zeit baugeschichtlich und ortsgeschichtlich bedeutend | 09283220 |
|                                         | Wohnstallhaus und Scheune eines Dreiseithofes                                                 | Dorfplatz-Brabschütz 12 (Karte) | bezeichnet 1877 (Wohnstallhaus), bezeichnet 1877 (Scheune)       | Wohnstallhaus mit verputztem Fachwerk im Obergeschoss und zugewandten Giebel, als Zeugnis ländlicher Architektur und Volksbauweise seiner Zeit baugeschichtlich bedeutend | 09283219 |
| Weitere Bilder                          | Waldmühle                                                                                     | Lotzebachstraße 31 (Karte)      | um 1870 (Getreidemühle)                                          | Haupthaus einer ehemaligen Kornmühle; später als Gasthaus genutzt, wissenschaftlich-dokumentarischer Wert als noch erhaltenes Beispiel der Mühlenbau-Tradition, baugeschichtlich, ortsgeschichtlich und technikgeschichtlich bedeutend. | 09283221 |
|                                         | Alte Schule                                                                                   | Oberlandstraße 6 (Karte)        | bezeichnet 1914 (Schule)                                         | Schule, am Ortseingang liegender, historisierender Putzbau mit Walmdach und Uhrturm, baugeschichtlich und ortsgeschichtlich von Bedeutung. | 09283222 |
|                                         | Wegesäule                                                                                     | Zum Schwarm (Karte)             | vor 2016 (Kopie des Originals von 1839)                          | Kopie des Originals von 1839, bemerkenswertes Beispiel mit herausgearbeitetem Kopf und Inschrift, Sandstein, ortsgeschichtlich und verkehrsgeschichtlich bedeutend | 09301020 |
| Direkt Bild zu diesem Denkmal hochladen | Wandbild                                                                                      | Zum Schwarm (Karte)             | 1979 (Wand- und Deckenbild)                                      | ursprünglich an der nordwestlichen Giebelseite des um 2005 abgebrochenen Wohnblocks Elsterwerdaer Straße 1–7, eingelagert auf Bauhof-Lagerplatz im Ortsteil Brabschütz, großflächiges, hochrechteckiges Mosaikbild zeigt Mutter-Kind-Motiv, im Zusammenhang mit zwei weiteren derartigen Bildern in der Neubausiedlung Prohlis entstanden, markantes Zeugnis der architekturbezogenen Kunst in der DDR, vergleichsweise qualitätvolles und avantgardistisches Wandbild, führte an dieser Stelle zu einer stadtentwicklungsgeschichtlichen Unverwechselbarkeit, kunstgeschichtlich, künstlerisch und städtebaulich bedeutend, zudem wissenschaftlich von Belang da Gegenstand einer Fachpublikation | 09219001 |